# Manfred Nagler
Manfred Nagler (* 2. Juni 1939 in Heroldsberg; † 1. Juli 2024 in Bad Tölz) war ein deutscher Politiker der CSU. Von 1996 bis 2008 bekleidete er das Amt des Landrates des oberbayerischen Landkreises Bad Tölz-Wolfratshausen.

## Rektor und Bürgermeister
Nagler war zunächst von 1982 an Rektor der Volksschule in Egling. Von 1972 bis 1990 diente er in Egling als ehrenamtlicher Bürgermeister. In diese Zeit fiel der Zusammenschluss mit den Gemeinden Egertshausen, Neufahrn, Moosham, Thanning, Deining und Endlhausen im Zuge der kommunalen Neuordnung Bayerns.

## Landrat
Bei den Kommunalwahlen im März 1996 erhielt Nagler als Kandidat der CSU die meisten Stimmen und trat zum 1. Mai 1996 das Amt des Landrates an. Im März 2002 wurde er bei zwei Mitbewerbern mit gut 70 % in seinem Amt bestätigt. Umstrittenes Projekt seiner Amtszeit war wegen der Kostenüberschreitung das anstelle der Flint-Kaserne in Bad Tölz geschaffene Behördenzentrum. Aus dem zeitlichen Abstand bescheinigte der Nachfolger als Landrat, Josef Niedermaier, mit dem Behördenzentrum sei etwas gelungen, das Jahrzehnte Bestand haben werde. Nagler starb am 1. Juli 2024 in seiner Heimatstadt Bad Tölz.

## Landesverband für Gartenbau und Landespflege
Neben seiner politischen Tätigkeit war er zudem seit 1994 für 16 Jahre der Präsident des Bayerischen Landesverbandes für Gartenbau und Landespflege e. V., der als Dachverband der Obst- und Gartenbauvereine in Bayern über 530.000 Freizeitgärtner mit ihren Familien betreut.

## Ehrungen
- 2006: Bayerischer Verdienstorden